# Florence (Illinois)
Florence é uma vila localizada no estado americano de Illinois, no Condado de Pike.

## Demografia
Segundo o censo americano de 2000, a sua população era de 71 habitantes.
Em 2006, foi estimada uma população de 67, um decréscimo de 4 (-5.6%).

## Geografia
De acordo com o United States Census Bureau tem uma área de
0,5 km², dos quais 0,5 km² cobertos por terra e 0,0 km² cobertos por água.

## Localidades na vizinhança
O diagrama seguinte representa as localidades num raio de 16 km ao redor de Florence.